# Microrégion de Carira

Localisation de la microrégion de Carira

La microrégion de Carira est l'une des deux microrégions qui subdivisent le Sertão de l'État du Sergipe au Brésil.
Elle comporte 6 municipalités qui regroupaient 66 102 habitants en 2006 pour une superficie totale de 1 883 km².

## Municipalités[1]
- Carira
- Frei Paulo
- Nossa Senhora Aparecida
- Pedra Mole
- Pinhão
- Ribeirópolis